# Congrès musulman du Sri Lanka
Le Congrès musulman du Sri Lanka (Sri Lanka Muslim Congress), (singhalais : ශ්‍රී ලංකා මුස්ලිම් කොංග්‍රසය , tamoul : ஸ்ரீலங்கா முஸ்லீம் காங்கிரஸ்  ), régulièrement abrégé SLMC, est l'un des principaux partis politiques représentant les musulmans du Sri Lanka.

## Histoire
Le parti a été fondé en 1981 à Kattankudy par un groupe de personnalités politiques venant de la Province de l'Est.

## Résultats électoraux

### Élections législatives
| Année | Voix    | %    | Sièges  | Alliance                       |
| ----- | ------- | ---- | ------- | ------------------------------ |
| 1989  | 202 016 | 3,61 | 4 / 225 |                                |
| 1994  | 143 307 | 1,80 | 7 / 225 |                                |
| 2000  | 197 983 | 2,29 | 4 / 225 | Muslim National Unity Alliance |
| 2001  | 105 346 | 1,18 | 5 / 225 | [ note 2 ]                     |
| 2004  | 186 876 | 2,02 | 5 / 225 | [ note 3 ]                     |
| 2015  | 186 876 | 2,02 | 5 / 225 | [ note 4 ]                     |
| 2020  | 34 428  | 0,30 | 1 / 225 |                                |
| 2024  | 87 038  | 0,78 | 3 / 225 | Samagi Jana Balawegaya         |